# 向山富夫
向山 富夫（むかいやま とみお、1948年〈昭和23年〉1月29日 - ）は、日本の政治家。元上富良野町長、元上富良野町議会議員。

## 人物
- 趣味は卓球とアマチュア無線[2]。
- 座右の銘は「初心忘るるべからず」[2]。

## 来歴
1948年（昭和23年）1月29日、北海道空知郡上富良野町で生まれる。
1999年（平成11年）8月、上富良野町議会議員に当選。総務常任副委員長、総務文教常任委員長、議会運営委員会委員長を歴任する。
2008年（平成20年）11月30日、尾岸孝雄の任期満了に伴う上富良野町長選挙に新人で出馬し、同じく新人の金子益三を破り、初当選。
2012年（平成24年）12月2日、任期満了に伴う上富良野町長選挙に再出馬し、新人で元上富良野町議会議員の一色美秀を破り、再選。
2016年（平成28年）11月27日、任期満了に伴う上富良野町長選挙に再出馬し、新人で元上富良野町議会議員の一色美秀を破り、再選。
2020年（令和2時）12月26日、任期満了で上富良野町長を退任。